# Tropone
Il tropone è un composto organico aromatico. È costituito da un anello a sette atomi di carbonio con tre gruppi alchenici coniugati e un gruppo chetone. 